# Michael Gleason (Ruderer)
Michael „Mike“ Daniel Gleason (* 16. November 1876 in Philadelphia; † 11. Januar 1923 ebenda) war ein US-amerikanischer Ruderer. James Flanagan ruderte für den Vesper Boat Club . 
Bereits bei den Olympischen Spielen 1900 in Paris hatte der Achter des Vesper Boat Club gewonnen. Vier Jahre später bei den Olympischen Spielen 1904 in St. Louis saßen der Steuermann Louis Abell und der Schlagmann John Exley erneut im Achter, die anderen sieben Ruderer waren neu hinzugekommen. In St. Louis traf der Achter des Vesper Boat Club auf den Achter des Argonaut Rowing Club aus Toronto, das einzige 1904 teilnehmende Boot, das nicht aus den Vereinigten Staaten kam. Die Mannschaft aus Philadelphia siegte mit drei Bootslängen Vorsprung. 1905 nahm Gleason mit einer Crew des Vesper Boat Club an der Henley Royal Regatta teil, es siegte die englische Crew vom Leander Club.
Gleason war Polizist in Philadelphia.